# Anthony Mancini
Pour les articles homonymes, voir Mancini.
Anthony Mancini (né le 27 novembre 1945 à Mignano Monte Lungo en Italie) est un prélat de l'Église catholique. Il est archevêque de l'archidiocèse de Halifax-Yarmouth en Nouvelle-Écosse au Canada.

## Biographie
Anthony Mancini est né le 27 novembre 1945 à Mignano Monte Lungo près de Naples en Italie. Il émigra au Canada avec sa famille le 1er décembre 1948 et habita à Montréal au Québec. Il fut ordonné prêtre le 23 mai 1970 au sein de l'archidiocèse de Montréal. Le 18 février 1999, il devint évêque auxiliaire de ce diocèse. Il fut ordonné évêque le 25 mars 1999. Le 18 octobre 2007, il devint l'archevêque de l'archidiocèse de Halifax en Nouvelle-Écosse. Il devint également, au même moment, l'administrateur apostolique du diocèse de Yarmouth. Du 26 septembre 2009 au 21 novembre 2009, il fut aussi l'administrateur apostolique du diocèse d'Antigonish. Lorsque les diocèses de Halifax et de Yarmourth furent unis pour créer l'archidiocèse de Halifax-Yarmouth, il en devint l'archevêque.
Mandatée par l'archevêque de Montréal en 2020, dans le cadre de l'affaire du prêtre pédophile Brian Boucher, Christian Lépine, l'ancienne juge Pepita G. Capriolo de la Cour supérieure du Québec a enquêté sur les responsabilités de l’archevêché de Montréal dans le dossier Brian Boucher. Selon  Pepita G. Capriolo le cardinal Jean-Claude Turcotte et Anthony Mancini étaient informés depuis longtemps des comportements problématiques de Brian Boucher même si les premières plaintes pour abus sexuels envers un mineur datent de 2016.

## Source
- (en) Cet article est partiellement ou en totalité issu de l’article de Wikipédia en anglais intitulé « Anthony Mancini » (voir la liste des auteurs).